# Бон, Бартоломео

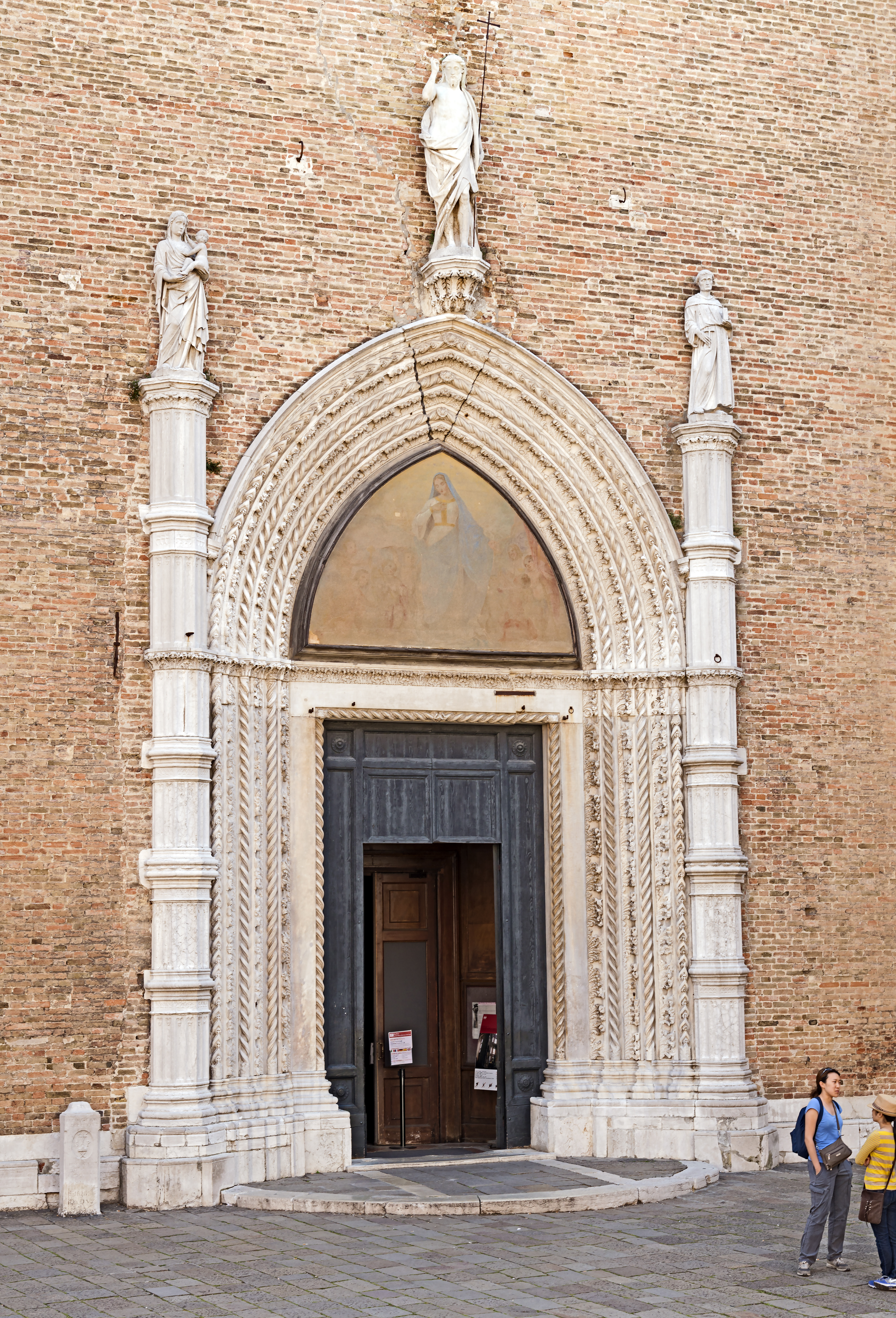
Резной мраморный портал церкви Санта-Мария-Глорьоза-дей-Фрари, Венеция

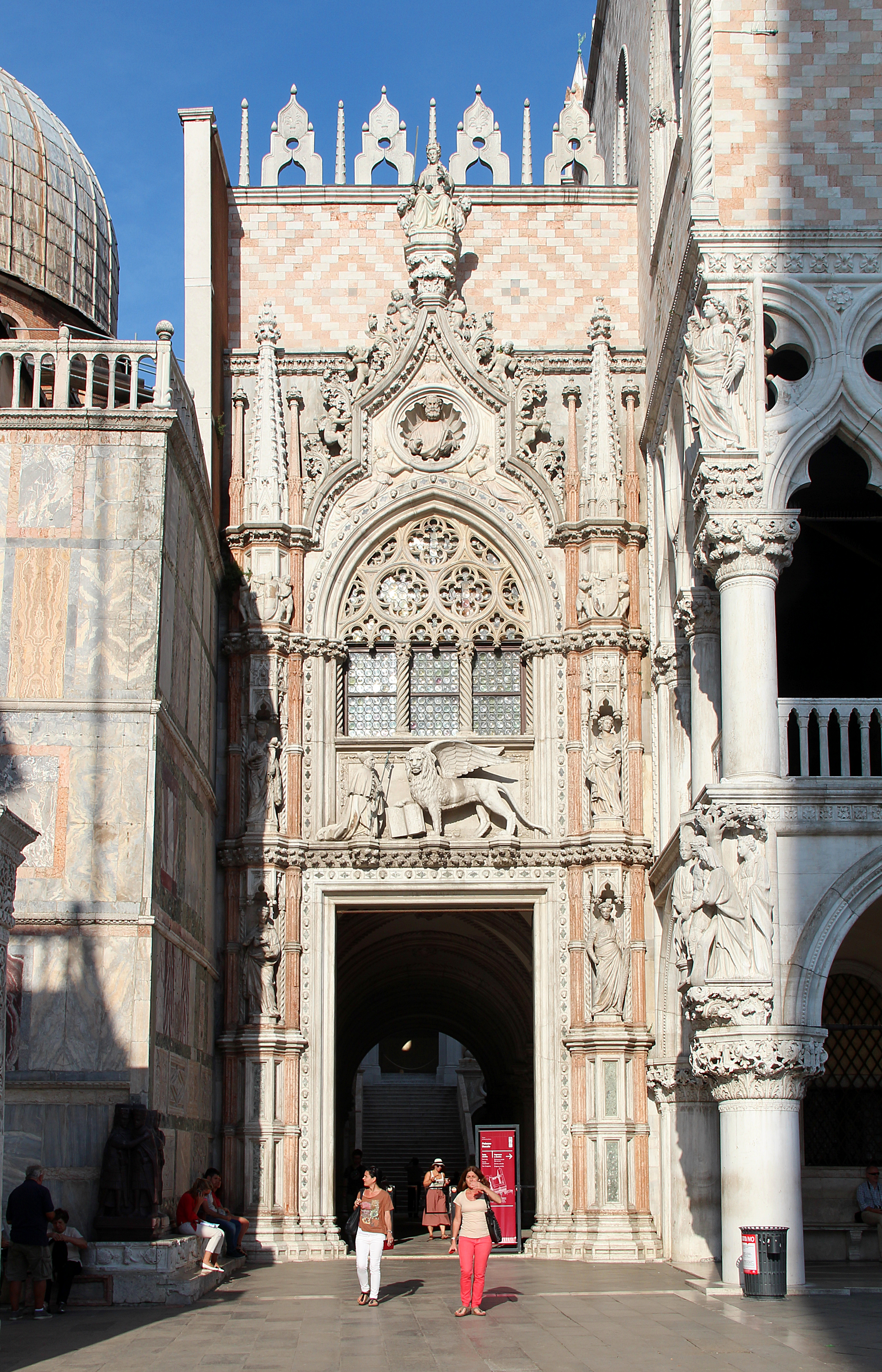
Порта делла Карта (1438—1442) Дворца дожей в Венеции

Бартоломео Бон, Буон (итал. Bartolomeo Bon, Bono или Buon, ок. 1374, Венеция — 1464) — скульптор итальянского проторенессанса. Полное имя: Бартоломео Боно ди Джованни. Он был сыном скульптора Джованни Буона, или Боно из Кампионе-д’Италия (Ломбардия), который руководил самой значительной скульптурной мастерской в Венеции. Отсюда прозвание «Бартоломео Бон ди Кампионе», передавшееся сыну. Работал с отцом, между 1425 и 1440 годами в Ка-д’Оро, жемчужине венецианской готической архитектуры.
Другой мастер, также Бартоломео Бон (ок. 1463—1529), — итальянский архитектор родом из Бергамо, Ломбардия, по прозванию «Бергамаско» (Bergamasco). Работал в Венеции, вначале вместе с отцом Джованни Бона, затем самостоятельно.
Бартоломео Бона «Бергамаско» иногда путают с ломбардским скульптором Бартоломео Франческо да Бергамо, также по прозванию «Бергамаско», который работал в Венеции позднее, в первой половине XVI века.
Были и другие мастера с похожими именами, происходившие из той же северо-итальянской области.

## Постройки Бартоломео Бона «Бергамаско»
Совместно с отцом:
- Ка' д'Оро — реконструкция и оформление дворца. 1424—1430
- Церковь Санта-Мария-Глорьоза-дей-Фрари — мраморный входной портал
- Церковь Мадонна-дель-Орто — входной портал. 1460—1464
- Собор Святого Марка, Порта делла Карта (Ворота бумаг) Дворца дожей. 1439—1442

Самостоятельно:
- Скуола-Гранде-делла-Мизерикордия — входной портал. 1507
- Дворец дожей — портал Сан-Паоло и Арка Фоскари внутреннего двора. 1587
- Скуола-Гранде-ди-Сан-Рокко — строительство нижнего этажа. 1516—1524